# Denis Verret
Pour les articles homonymes, voir Verret.
Denis Verret, né le 25 décembre 1949 à Paris 15e, est un haut fonctionnaire et dirigeant d'entreprise français.

## Biographie
Denis Verret est titulaire d'un DESS de droit public et diplômé de l'IEP de Paris. Il est ancien élève de l'ENA (promotion Guernica).
Après une expérience comme conseiller commercial à l'ambassade de France à Washington il devient conseiller technique de Laurent Fabius, ministre de l'Industrie, puis Premier ministre. Il entre en 1986 à la direction internationale de Thomson-CSF : il occupe successivement les postes de directeur Europe et de directeur international adjoint avant de devenir directeur général adjoint de Thomson International. Entré en 1994 à l'Aerospatiale (futur EADS) pour être directeur délégué chargé des affaires internationales et de l'action commerciale, il est promu, en 1999, directeur général d'Aerospatiale Matra Lagardère. Il est directeur délégué aux Affaires publiques-France du groupe EADS à partir de juillet 2000, et directeur délégué aux Opérations et Ventes d'EADS International à partir de février 2003. Il est nommé en 2008 conseiller spécial pour la stratégie et les relations internationales de Marwan Lahoud, directeur de la stratégie et du marketing d'EADS.
Il a aussi été membre du conseil d'administration de l'Institut de relations internationales et stratégiques (IRIS).
Il est l'époux de Marie-Pierre de La Gontrie et le couple a deux enfants.